# Jean-Paul Beaumier
Jean-Paul Beaumier, né à Trois-Rivières en 1954, est un écrivain québécois, membre de l’Union des écrivaines et des écrivains québécois (UNEQ).

## Parcours littéraire
Jean-Paul Beaumier a occupé différentes fonctions dans le milieu littéraire québécois. En 1985, il a contribué à la fondation des Éditions de l’Instant même, dont il a été le codirecteur littéraire jusqu’en 1992.
Il a été membre du comité de rédaction du magazine Nuit blanche et du collectif de rédaction d’XYZ. La revue de la nouvelle., Il a été aussi membre de jurys, notamment celui du prix littéraire Adrienne-Choquette en 2006 et celui, en 2012, du Prix de la nouvelle de la revue XYZ.
Jean-Paul Beaumier s'est impliqué comme parrain dans le cadre du programme de parrainage de l'UNEQ. Il agit aussi comme mentor auprès de Première ovation, organisme qui soutient les artistes émergents.
Depuis 1997, il signe de nombreux articles critiques et recensions de livre dans la revue Nuit blanche, traitant des romans, essais, recueils de correspondance et de nouvelles qui alimentent l'actualité, à quoi s'ajoutent des portraits d'écrivaines et d'écrivains.
Le romancier et critique littéraire David Dorais exprime ainsi la place qu'occupe Jean-Paul Beaumier dans l'univers de la nouvelle: « On pourrait situer Beaumier dans la même famille artistique que Gilles Archambault ou Sylvie Massicotte, nouvelliers qui adoptent le plus souvent un réalisme strict et se plongent dans la vie quotidienne pour en saisir les moments de trouble ou de bascule, l’écriture se montrant en parts égales discrète et sensible. »

## Œuvres
- L'air libre, Québec, L'instant même, 1er juin 1988, 166 p.  (ISBN 2-9800635-5-X)
- Petites lâchetés, Québec, L'instant même, 15 mars 1991, 157 p.  (ISBN 2-921197-07-3)
- Dis-moi quelque chose, Québec, L'instant même, 16 novembre 1998, 117 p.  (ISBN 2-89502-120-1)[13]
- Trompeuses, comme toujours, Québec, L'instant même, 27 mars 2006, 117 p.  (ISBN 2-89502-227-5)[14],[15]
- Fais pas cette tête, Montréal, Druide, 2 septembre 2014, 137 p. (ISBN 9782897111267)[16],[17]
- Et si on avait un autre chien ?, Montréal, Druide, 7 février 2017, 160 p. (ISBN 9782897113292)[18],[19]
- Que fais-tu là ?, Montréal, Druide, 12 février 2019, 208 p. (ISBN 9782897114732)[20]
- L'esprit tout en arrière, Montréal, Lévesque éditeur, 12 mars 2018, 121 p.  (ISBN 978-2-89763-052-2)[21]
- Saint-Baba, Montréal, Leméac, 22 mars 2023, 168 p.  (ISBN 978-2-7609-4922-5)[22],[23],[24]
- Je voudrais tant croire que tout finira bien, Montréal, Leméac, 22 janvier 2025, 128 p.  (ISBN 978-2-7609-4962-1)[25]

## Prix et distinctions
- 2015 : Finaliste, Prix littéraire des collégien·ne·s, pour le recueil de nouvelles Fais pas cette tête[26]
- 2018 : Finaliste, Prix Adrienne-Choquette, pour le recueil de nouvelles Et si on avait un autre chien?[source secondaire souhaitée]